# Brachyona xylodesma
Brachyona xylodesma là một loài bướm đêm trong họ Noctuidae.